# Echipa națională de fotbal a insulelor Sfântul Vicențiu și Grenadinele
Echipa națională de fotbal a Sfântului Vincent și Grenadine reprezintă statul Sfântul Vincent și Grenadine în fotbalul internațional. Cea mai mare performanță a fost locul doi obținut la Cupa Caraibelor din 1995.

## Participări

### Campionatul Mondial
- 1930 până în 1990 - nu a participat
- 1994 până în 2010 - nu s-a calificat

### Cupa de Aur
- 1991 - nu a participat
- 1993 - nu s-a calificat
- 1996 - Prima rundă
- 1998 până în 2002 - nu s-a calificat
- 2003 - nu a participat
- 2005 până în 2011 - nu s-a calificat

### Cupa Caraibelor
- 1989 - Runda finală
- 1991 - 'nu a participat'
- 1992 - Runda finală
- 1993 - Runda finală
- 1994 - Tur preliminat
- 1995 - Finaliști
- 1996 - Runda finală
- 1997 - Prima rundă
- 1998 - Prima rundă
- 1999 - Prima rundă
- 2001 - Grupa de calificare
- 2005 - Al doilea tur preliminar
- 2007 - Runda finală
- 2008 - Prima rundă

## Antrenori
| Nume               | 0 Naționalitate 0             | Din  | Până în |
| ------------------ | ----------------------------- | ---- | ------- |
| Jorge Ramos        | Brazilia                      | 1992 | 1992    |
| Lenny Taylor       | Jamaica                       | 1995 | 1996    |
| Bertille St. Clair | Trinidad și Tobago            | 1996 | 1996    |
| Lenny Taylor       | Jamaica                       | 2000 | 2001    |
| Elvis Brown        | Jamaica                       | 2002 | 2002    |
| Adrian Shaw        | Anglia                        | 2003 | 2003    |
| Zoran Vraneš       | Serbia                        | 2004 | 2007    |
| Roger Gurley       | Sfântul Vicențiu și Grenadine | 2008 | 2008    |
| John Stewart Hall  | Anglia                        | 2009 | 2009    |

- Samuel Carrington (2000)

## Lot
| Nr. | Poz. | Jucător                      | Data nașterii (vârsta)         | Selecții | Goluri | Club                  |
| --- | ---- | ---------------------------- | ------------------------------ | -------- | ------ | --------------------- |
| 1   | P    | Dwayne Sandy                 | 19 februarie 1989 (36 de ani)  | 5        | 0      | Caledonia AIA         |
| 2   | F    | Oscar Nero                   | 2 decembrie 1976 (48 de ani)   | 15       | 5      | Pride of Gall Hill FC |
| 3   | F    | Roy Richards                 | 24 noiembrie 1983 (41 de ani)  | 9        | 0      | Tobago United         |
| 4   | F    | Reginald Richardson          | 1 martie 1990 (35 de ani)      | 7        | 0      | Pastures United FC    |
| 5   | F    | Chester Morgan (vicecăpitan) | 24 octombrie 1986 (38 de ani)  | 7        | 0      | Atletico Cojedes      |
| 6   | F    | Wesley Charles (Căpitan)     | 12 decembrie 1975 (49 de ani)  | 95       | 4      | Montreal Impact       |
| 7   | A    | Romano Snagg                 | 10 aprilie 1988 (36 de ani)    | 6        | 2      | Avenues United FC     |
| 8   | M    | Darren Hamlett               | 16 iulie 1989 (35 de ani)      | 11       | 1      | System 3 FC           |
| 9   | A    | Myron Samuel                 | 19 decembrie 1992 (32 de ani)  | 9        | 3      | System 3 FC           |
| 10  | A    | Shandel Samuel (vicecăpitan) | 14 decembrie 1982 (42 de ani)  | 78       | 35     | Ma Pau SC             |
| 11  | M    | Emerald George               | 15 aprilie 1985 (39 de ani)    | 17       | 2      | Jebelle's FC          |
| 12  | M    | Seinard Bowens               | 14 iulie 1987 (37 de ani)      | 8        | 0      | System 3 FC           |
| 13  | M    | Damal Francis                | 11 septembrie 1986 (38 de ani) | 11       | 2      | Avenues United FC     |
| 14  | A    | Wendell Cuffy                | 10 august 1989 (35 de ani)     | 4        | 2      | Pyola                 |
| 16  | F    | Jolanshoy McDowall           | 21 august 1989 (35 de ani)     | 9        | 0      | Avenues United FC     |
| 17  | A    | Norrell George               | 8 noiembrie 1985 (39 de ani)   | 7        | 1      | System 3 FC           |
| 18  | F    | Keith James                  | 18 mai 1988 (36 de ani)        | 10       | 1      | Tobago United         |
| 19  | M    | Joel George                  | 7 ianuarie 1982 (43 de ani)    | 2        | 0      | System 3 FC           |
| 21  | M    | Chad Balcombe                | 20 august 1990 (34 de ani)     | 6        | 1      | Avenues United FC     |
| 22  | M    | Cornelius Stewart            | 7 octombrie 1989 (35 de ani)   | 11       | 2      | Vancouver Whitecaps   |
| 23  | F    | Jason Hope                   | 2 decembrie 1984 (40 de ani)   | 2        | 0      | Hope International FC |
| 24  | P    | Kenyan Desmond Lynch         | 15 decembrie 1985 (39 de ani)  | 1        | 0      | System 3 FC           |

### Selecționați recent
|  | P | Camilli Samuel     |                               | 0  | 0  |                               |  |  |
|  | P | Winslow McDowald   | 12 ianuarie 1989 (36 de ani)  | 11 | 0  | Avenues United FC             |  |  |
|  |   |                    |                               |    |    |                               |  |  |
|  | F | Nical Stephens     | 17 iulie 1992 (32 de ani)     | 1  | 0  | Pastures                      |  |  |
|  | F | Shemol Trimmingham | 22 decembrie 1989 (35 de ani) | 1  | 0  | System 3 FC                   |  |  |
|  | F | Shawn Lowman       | 12 octombrie 1989 (35 de ani) | 1  | 0  | Avenues United FC             |  |  |
|  | F | Kinson Stoddard    | 7 august 1982 (42 de ani)     | 2  | 0  | Sfântul Vicențiu și Grenadine |  |  |
|  | F | Justin Stapleton   | 3 august 1990 (34 de ani)     | 5  | 0  | System 3 FC                   |  |  |
|  | F | Rodney Francois    | 2 aprilie 1982 (42 de ani)    | 10 | 0  | Newwill Hope International FC |  |  |
|  | F | Brent Samuels      | 4 noiembrie 1982 (42 de ani)  | 25 | 4  | Newwill Hope International FC |  |  |
|  | F | Wesley John        | 4 octombrie 1976 (48 de ani)  | 84 | 4  | C.D. Portosantense            |  |  |
|  |   |                    |                               |    |    |                               |  |  |
|  | M | Ronsil Badnock     | 4 februarie 1990 (35 de ani)  | 1  | 0  | System 3 FC                   |  |  |
|  | M | Akeeno Hazelwood   | 6 noiembrie 1991 (33 de ani)  | 1  | 0  | System 3 FC                   |  |  |
|  | M | Thaddeus Sam       | 1 ianuarie 1985 (40 de ani)   | 1  | 0  | Jebelle's FC                  |  |  |
|  | M | Richard Hayde      | 12 iunie 1985 (39 de ani)     | 7  | 0  | Prospect United               |  |  |
|  | M | Reginald Payne     | 1 martie 1980 (45 de ani)     | 3  | 0  | Tobago United                 |  |  |
|  | M | Theon Gordon       | 13 aprilie 1986 (38 de ani)   | 4  | 0  | Ibero University              |  |  |
|  | M | Millon Prescott    | 10 august 1985 (39 de ani)    | 4  | 0  | ASA                           |  |  |
|  | M | Benford Joseph     | 26 februarie 1979 (46 de ani) | 36 | 2  | IMS Hill Top Strikers         |  |  |
|  | M | Howie Williams     | 7 noiembrie 1981 (43 de ani)  | 12 | 1  | System 3 FC                   |  |  |
|  | M | Darren Francis     | 6 august 1984 (40 de ani)     | 20 | 1  | Newwill Hope International FC |  |  |
|  |   |                    |                               |    |    |                               |  |  |
|  | A | Marlon Alex James  | 16 noiembrie 1976 (48 de ani) | 55 | 12 | Vancouver Whitecaps           |  |  |
|  | A | Steve Henry        | 14 august 1987 (37 de ani)    | 1  | 0  | VASDC                         |  |  |
|  | A | Sean Glynn         | 20 august 1984 (40 de ani)    | 8  | 1  | Newwill Hope International FC |  |  |
|  | A | Omari Aldridge     | 6 februarie 1984 (41 de ani)  | 2  | 0  | Khalsa Sporting Club          |  |  |